# Relazione speciale (relazioni internazionali)
Una relazione speciale è una relazione diplomatica particolarmente forte tra due Paesi, motivata spesso da particolari condizioni geografiche, storiche o economiche, ma anche da questioni linguistiche o religiose.
La locuzione inglese "special relationship" è impiegata per identificare, per antonomasia, la relazione diplomatica tra Regno Unito e Stati Uniti. Il termine è utilizzato anche in contesti giornalistici per indicare anche, tra le altre, le relazioni diplomatiche tra Stati Uniti e Unione europea.